# Дом-музей Ильи Сельвинского
Дом-музей Ильи Сельвинского — музей выдающегося поэта первой половины XX века Ильи Сельвинского, находится в Симферополе. Создан музей в доме, в котором родился и жил поэт Илья Сельвинский в 1899—1905 годах (дом был снесён в 1996 году и отстроен заново за счёт родственников в 2004 году).

## История
Создан в 1990 году как отдел Крымского краеведческого музея. Активное участие в создании отдела КРКМ «Дом-музей И. Сельвинского» принимал поэт Борис Серман.
О жизни и творчестве Ильи Сельвинского рассказывает коллекция, в основе которой — материалы, подаренные падчерицей Сельвинского Ц. Воскресенской и дочерью поэта — Т. Сельвинской (город Москва, Россия). Это более 5 тысяч документов, книг, фотографий, личных вещей поэта — документы времени, в котором жил поэт.
В настоящее время относится к Центральному музею Тавриды.
В музее ведётся большая научно-исследовательская работа по изучению жизни и творчества И. Л. Сельвинского, выходят статьи в научных изданиях, готовятся передачи на радио и телевидении, проводятся лекции о поэтическом наследии Сельвинского в учебных и культурных учреждениях Крыма.
Совместно с Крымским центром гуманитарных исследований с 1999 года музей является организатором ежегодных Крымских Международных научных чтений И. Л. Сельвинского.